# Griet Maes
Griet Maes (1972) is een Belgische voormalige atlete, die gespecialiseerd was in het discuswerpen. Zij veroverde één Belgische titel.

## Biografie
Maes werd in 1992 Belgisch kampioene discuswerpen. Ze was aangesloten bij Looise Atletiekvereniging.

## Belgische kampioenschappen
| Onderdeel    | Jaar |
| ------------ | ---- |
| discuswerpen | 1992 |

## Persoonlijk record
| Onderdeel    | Prestatie | Datum       | Plaats      |
| ------------ | --------- | ----------- | ----------- |
| discuswerpen | 48,90 m   | 25 mei 1991 | Tessenderlo |

## Palmares
discuswerpen
- 1992:  BK AC – 47,52 m
- 2000:  BK AC – 41,89 m
- 2001:  BK AC – 45,37 m